# U-416 (tàu ngầm Đức)
U-416 là một tàu ngầm tấn công  Lớp Type VII thuộc phân lớp Type VIIC được Hải quân Đức Quốc Xã chế tạo trong Chiến tranh Thế giới thứ hai. Nhập biên chế năm 1942, nó chỉ thuần túy làm nhiệm vụ huấn luyện tại khu vực biển Baltic, nên không thực hiện chuyến tuần tra nào và không đánh chìm được mục tiêu nào. U-416 bị đắm do trúng thủy lôi Liên Xô gần đảo Bornholm, Đan Mạch vào ngày 30 tháng 3, 1943; và sau khi được trục vớt và sửa chữa, nó lại đắm do tai nạn va chạm với một tàu Đức trong biển Baltic vào ngày 12 tháng 12, 1944.

## Thiết kế và chế tạo

### Thiết kế

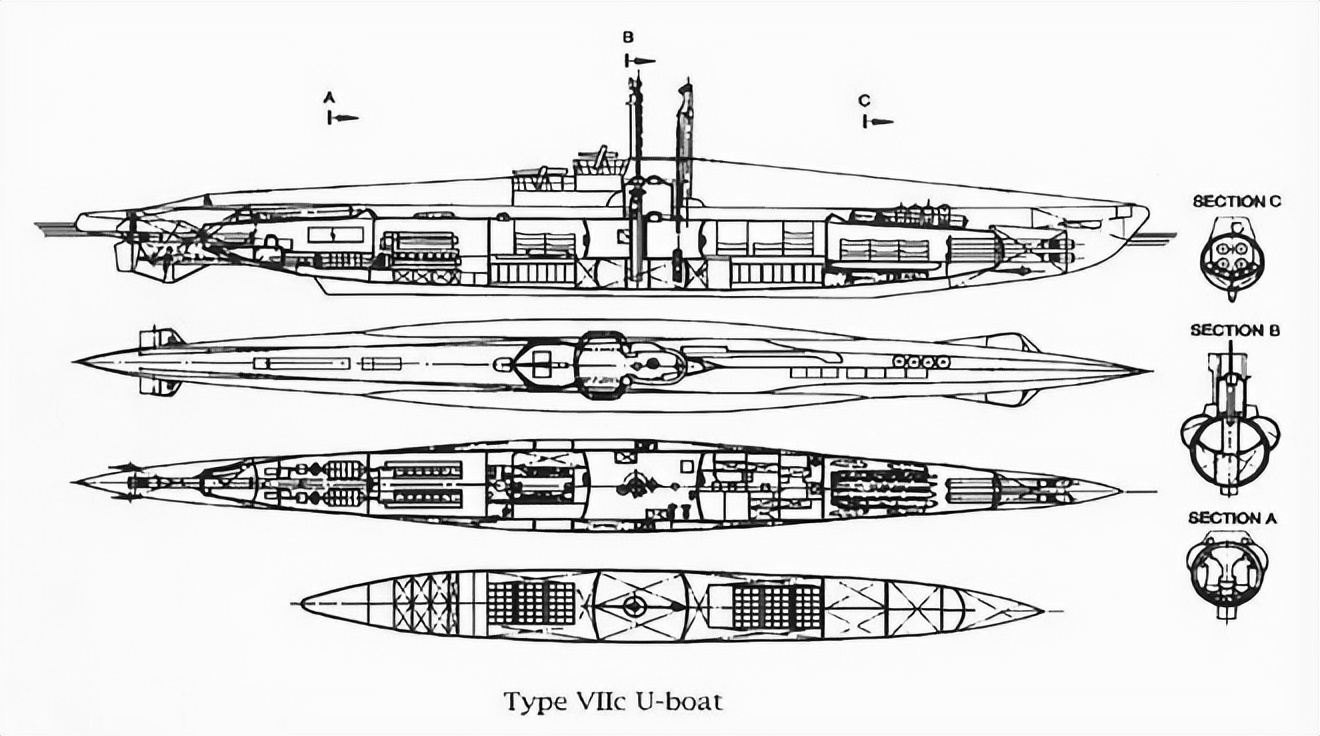
Sơ đồ các mặt cắt một tàu ngầm Type VIIC

Phân lớp VIIC của Tàu ngầm Type VII là một phiên bản VIIB được kéo dài thêm. Chúng có trọng lượng choán nước 769 t (757 tấn Anh) khi nổi và 871 t (857 tấn Anh) khi lặn). Con tàu có chiều dài chung 67,10 m (220 ft 2 in), lớp vỏ trong chịu áp lực dài 50,50 m (165 ft 8 in), mạn tàu rộng 6,20 m (20 ft 4 in), chiều cao 9,60 m (31 ft 6 in) và mớn nước 4,74 m (15 ft 7 in).
Chúng trang bị hai động cơ diesel Germaniawerft F46 siêu tăng áp 6-xy lanh 4 thì, tổng công suất 2.800–3.200 PS (2.100–2.400 kW; 2.800–3.200 bhp), dẫn động hai trục chân vịt đường kính 1,23 m (4,0 ft), cho phép đạt tốc độ tối đa 17,7 kn (32,8 km/h), và tầm hoạt động tối đa 8.500 nmi (15.700 km) khi đi tốc độ đường trường 10 kn (19 km/h). Khi đi ngầm dưới nước, chúng sử dụng hai động cơ/máy phát điện Garbe, Lahmeyer & Co. RP 137/c  tổng công suất 750 PS (550 kW; 740 shp). Tốc độ tối đa khi lặn là 7,6 kn (14,1 km/h), và tầm hoạt động 80 nmi (150 km) ở tốc độ 4 kn (7,4 km/h). Con tàu có khả năng lặn sâu đến 230 m (750 ft).
Vũ khí trang bị có năm ống phóng ngư lôi 53,3 cm (21 in), bao gồm bốn ống trước mũi và một ống phía đuôi, và mang theo tổng cộng 14 quả ngư lôi, hoặc tối đa 22 quả thủy lôi TMA, hoặc 33 quả TMB. Tàu ngầm Type VIIC bố trí một hải pháo 8,8 cm SK C/35 cùng một pháo phòng không 2 cm (0,79 in) trên boong tàu. Thủy thủ đoàn bao gồm 4 sĩ quan và 40-56 thủy thủ.

### Chế tạo
U-416 được đặt hàng vào ngày 15 tháng 8, 1940, và được đặt lườn tại xưởng tàu Danziger Werft ở Danzig (nay là Gdańsk thuộc Ba Lan) vào ngày 11 tháng 8, 1941. Nó được hạ thủy vào ngày 9 tháng 5, 1941, và nhập biên chế cùng Hải quân Đức Quốc Xã vào ngày 4 tháng 11, 1942 dưới quyền chỉ huy của Hạm trưởng, Trung úy Hải quân Christian Reich.

## Lịch sử hoạt động
Đang khi hoạt động huấn luyện trong thành phần Chi hạm đội U-boat 8, U-416 bị đánh chìm vào ngày 30 tháng 3, 1943 do trúng thủy lôi do tàu ngầm Liên Xô L-3 rải về phía Tây đảo Bornholm, Đan Mạch vào ngày 26 tháng 8, 1942.
Sau khi được trục vớt vào ngày 8 tháng 4, 1943 và sửa chữa, chiếc U-boat được điều sang Chi hạm đội U-boat 22 từ tháng 10, 1943 để hoạt động như một tàu huấn luyện, rồi lại được điều sang Chi hạm đội U-boat 21 từ ngày 1 tháng 7, 1944.
Chiếc tàu ngầm lại gặp tai nạn va chạm với tàu quét mìn M 203 trong biển Baltic, và bị đắm ở vị trí về phía Tây Bắc Pillau (nay là Balltiysk thuộc tỉnh Kaliningrad, Liên bang Nga) vào ngày 12 tháng 12, 1944, tại tọa độ 54°58′B 19°43′Đ / 54,967°B 19,717°Đ. 36 người đã thiệt mạng trong tai nạn, và có năm người sống sót.